# Union nationale africaine du Zimbabwe – Front patriotique
Pour les articles homonymes, voir Union nationale africaine.
L'Union nationale africaine du Zimbabwe (en anglais : Zimbabwe African National Union, ZANU) est un parti politique qui est au pouvoir au Zimbabwe depuis l'indépendance du pays. Le parti est dénommé Union nationale africaine du Zimbabwe - Front patriotique (ZANU-PF) depuis 1987.
Fondé en 1963, d'obédience marxiste, il favorise l'indépendance du Zimbabwe. Il est dirigé par Robert Mugabe pendant 42 ans, auquel Emmerson Mnangagwa succède en 2017.
Il s'agit, de facto, d'un parti unique qui domine tous les secteurs du pays depuis plusieurs décennies.

## Idéologie
Durant la guérilla menée contre le gouvernement blanc de Ian Smith en Rhodésie, l'Union nationale africaine du Zimbabwe professe une idéologie marxiste. Le nationalisme noir est très souvent mis en avant. Il est de plus en plus considéré comme un parti conservateur au fil du temps.

## Historique
Le ZANU est un parti dissident, né en août 1963 d'une scission de l'Union du peuple africain du Zimbabwe (ZAPU). Les dissidents protestaient contre la prétention du charismatique Joshua Nkomo, président de la ZAPU, à diriger le mouvement anti-colonial. Ils lui reprochaient également son ascendance indébélée alors que les Shonas étaient le peuple majoritaire et originaire du Zimbabwe.
Les fondateurs du ZANU sont le révérend Ndabaningi Sithole (1920-2000) et l'avocat radical Herbert Chitepo. Le secrétaire général du parti, Robert Mugabe, allait prendre la présidence du ZANU après l'assassinat de Chitepo le 18 mars 1975 et la dissidence de Sithole qui renonçait à la lutte armée et créa l'Union nationale africaine du Zimbabwe - Ndonga, un parti politique modéré.
L'aile militaire du ZANU était la Zimbabwe African National Liberation Army (ZANLA), basée principalement au Mozambique à partir de 1975, elle fut aillée à l’armée populaire révolutionnaire du Zimbabwe (en anglais, Zimbabwe People's Revolutionary Army, ou ZIPRA), l'aile militaire de l'Union du peuple africain du Zimbabwe (ZAPU), de Joshua Nkomo, basée en Zambie
En 1976, le ZANU de Mugabe et le ZAPU de Nkomo s'allièrent dans un front patriotique. 
En 1979, le front patriotique était l'interlocuteur principal du gouvernement de Londres et de celui de Zimbabwe-Rhodésie lors des accords de Lancaster House.
En février 1980, le ZANU remporta les élections générales sous contrôle britannique. L'ampleur de cette victoire (une majorité absolue des sièges soit 57) surprit alors les observateurs politiques. Elle s'expliqua par l'implantation locale et le facteur ethnique.
Le 18 avril 1980, Robert Mugabe devenait le premier ministre du Zimbabwe à la tête d'un gouvernement d'union nationale avec le ZAPU et les indépendants. 
En 1988, après cinq ans de quasi guerre civile dans le Matabeleland, le ZANU et le ZAPU fusionnèrent dans le ZANU-Front patriotique (ZANU-PF). Jusqu'en 2000, le ZANU-PF allait contrôler la quasi-totalité (99 sièges sur 100) du parlement et être érigé de fait en parti unique.
En août 1990, 22 des 26 membres du comité central du ZANU se prononcèrent contre la transformation de la république en régime de parti unique voulu par Mugabe. 
Le 9 décembre 1997, une grève nationale à l’initiative des vétérans de la ZANLA paralysa le pays. Les vétérans réclamaient des terres et de justes compensations pour leurs services au sein de la guérilla. Il leur fut accordé des pensions qui étaient bien supérieures à ce que permettait le budget de l’État zimbabwéen.
À la suite d'un référendum constitutionnel dont le résultat négatif  désavoua le président Mugabe à la surprise générale, le ZANU-PF manquait ensuite de perdre les élections législatives face au MDC (Mouvement pour le changement démocratique) de Morgan Tsvangirai, 1re force politique à pouvoir enfin concurrencer le parti de Mugabe. La grande majorité des circonscriptions urbaines échappèrent au ZANU-PF. Malgré les fraudes orchestrées par le pouvoir, le MDC faisait quasiment jeu égal avec le ZANU de Mugabe mais conformément à la constitution, celui-ci nomma directement une trentaine de députés supplémentaires, donnant une majorité nette à son parti. Mugabe ordonna alors l'expropriation de la quasi totalité des fermiers blancs du pays, accentuant la crise du régime. 
Lors de l’élection présidentielle de mars 2002, Mugabe fut directement sérieusement accroché par Morgan Tsvangirai. Grâce à une fraude électorale massive constatée par les observateurs internationaux, il arriva néanmoins à se maintenir au pouvoir avec 56 % des voix contre 41,9 % à son adversaire. 
En 2003, le pays était au bord de la famine avec un taux de chômage supérieur à 70 % de la population active. Des émeutes de la faim éclatèrent. L’opposition organisa des journées générales de grève très suivies mais qui n’eurent aucun effet sur le gouvernement autre que de renforcer la répression.
En mars 2005, lors des élections législatives, le Zanu-PF remporta une victoire écrasante, avec 78 sièges au Parlement contre 41 pour le Mouvement pour le changement démocratique, tétanisé par la brutalité du régime et l’indécision de ses dirigeants à défier frontalement Robert Mugabe. Comme la Constitution donnait au président du Zimbabwe le pouvoir de nommer 30 députés supplémentaires, le Zanu-PF eu finalement plus des deux tiers des sièges lui permettant de modifier à sa guise la constitution.
Cependant, les élections législatives de 29 mars 2008 constituent un sérieux revers pour le parti qui perd la majorité absolue au parlement au profit du MDC qui remporte 109 des 210 sièges à pourvoir, la ZANU ne conservant que 97 sièges.
Le 19 novembre 2017, dans le contexte d’un coup d'État militaire ayant eu lieu quelques jours auparavant, Robert Mugabe est exclu de ses fonctions par un vote au sein du parti, et est remplacé par son rival Emmerson Mnangagwa, vice-président déchu au début du mois par Mugabe. Sa femme, Grace Mugabe, ayant l'intention de prendre sa succession à la présidence du pays, est quant à elle expulsée du parti.
En octobre 2022, Emmerson Mnangagwa est investi candidat par la Zanu-PF pour la présidentielle de 2023.

## Présidents
- Herbert Chitepo (1963-1975)
- Robert Mugabe (1975-2017)
- Emmerson Mnangagwa (depuis 2017)